# Муниципальный банк
Муниципальный банк — кредитно-финансовый банк, в котором учредителем или акционером являются органы местного самоуправления или муниципальные или межмуниципальные организации.

## Правовая основа
На основании статьи 68 Федерального закона от 06.10.2003 N 131-ФЗ «Об общих принципах организации местного самоуправления в Российской Федерации» и Федерального закона «О банках и банковской деятельности» от 02.12.1990 N 395-1, для совместного решения вопросов местного значения, в целях социально-экономического развития и аккумулирования средств для решения проблем города, привлечения инвестиций и сотрудничества. Представительные органы муниципальных образований, могут принимать решения об учреждении межмуниципальных хозяйственных обществ в форме непубличных акционерных обществ (АО) и обществ с ограниченной ответственностью (ООО), также входить в состав акционеров.

## Примеры
В Екатеринбурге Постановлением Главы администрации города А. М. Чернецким от 12 сентября 1993 № 492 учреждён и действует АО «Екатеринбургский муниципальный банк».
В республике Хакасия действует ООО «Хакасский муниципальный банк». В составе акционеров, наряду с муниципалитетом, физические и юридические лица.
В 1994 году в Новосибирске был создан ОАО «Новосибирский муниципальный банк», который в 2014 году поглощён Ханты-Мансийским банком Открытие.
В 1994 году в Новокузнецке был создан ОАО АКБ «Новокузнецкий муниципальный банк». В 2001 владельцем банка стал «Южкузбасстрой». В 2014 банк лишен лицензии.
5 января 1995 года мэр Москвы Юрий Лужков подписал распоряжение о создании «Московского муниципального банка» (Банк Москвы), который в 2016 году поглощён ВТБ.